# شرق بهشت (مجموعه تلویزیونی)
شرق بهشت (انگلیسی: East of Eden؛ کره‌ای: 에덴의 동쪽) مجموعه تلویزیونی محصول کره جنوبی سال ۲۰۰۸ با بازی سونگ سونگ هون، یون جونگ هون، لی دا هه، هان جی هه، پارک هه جین و لی یون هی است. این مجموعه توسط چوروکبم مدیا به عنوان درام پروژه ویژه برای چهل و هفتمین سالگرد ام‌بی‌سی تولید شده است و از ۲۵ اوت ۲۰۰۸ تا ۱۰ مارس ۲۰۰۹، روزهای دوشنبه و سه‌شنبه ساعت ۲۱:۵۵ (کی‌اس‌تی) برای ۵۶ قسمت پخش شد.